# Districte de Vitry-le-François
El districte de Vitry-le-François és un dels cinc districtes amb què es divideix el departament francès del Marne, a la regió del Gran Est. Té 6 cantons i 113 municipis i el cap del districte és la sotsprefectura de Vitry-le-François.

## Cantons
cantó d'Heiltz-le-Maurupt - cantó de Saint-Remy-en-Bouzemont-Saint-Genest-et-Isson - cantó de Sompuis - cantó de Thiéblemont-Farémont - cantó de Vitry-le-François-Est - cantó de Vitry-le-François-Oest